# Monumente din Chișinău
Aceasta este o listă cu Monumentele din Chișinău

## Aleea Clasicilor

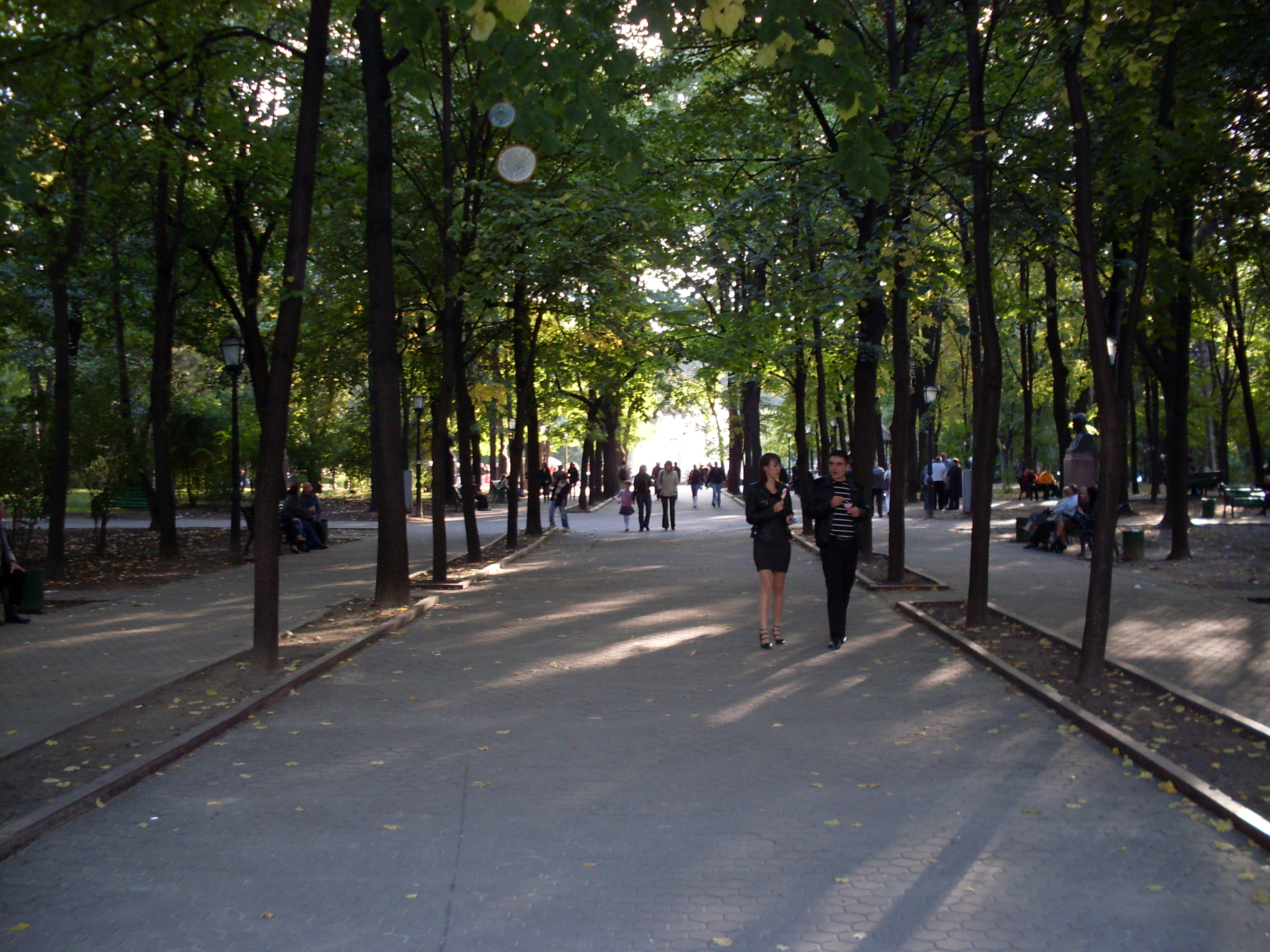
Aleea Clasicilor văzută dinspre bd. Ștefan cel Mare

Aleea Clasicilor este un complex sculptural aflat în Parcul Ștefan cel Mare și Sfânt din Chișinău. Pe ambele părți ale aleii sunt amplasate busturile din granit roșu a clasicilor literaturii române și a animatorilor politici notorii pentru Republica Moldova.

## Clădirea primăriei municipiului Chișinău
Clădirea primăriei municipiului Chișinău a fost ridicată în perioada 1898-1901 și este opera arhitecților Mitrofan Elladi și Alexandru Bernardazzi.

## Biserica Măzărache
Cea mai veche biserica din Chișinău care mai există în prezent. A fost ctitorită de către Vasile Măzărache în 1752.

## Statuia lui Ștefan cel Mare și Sfânt

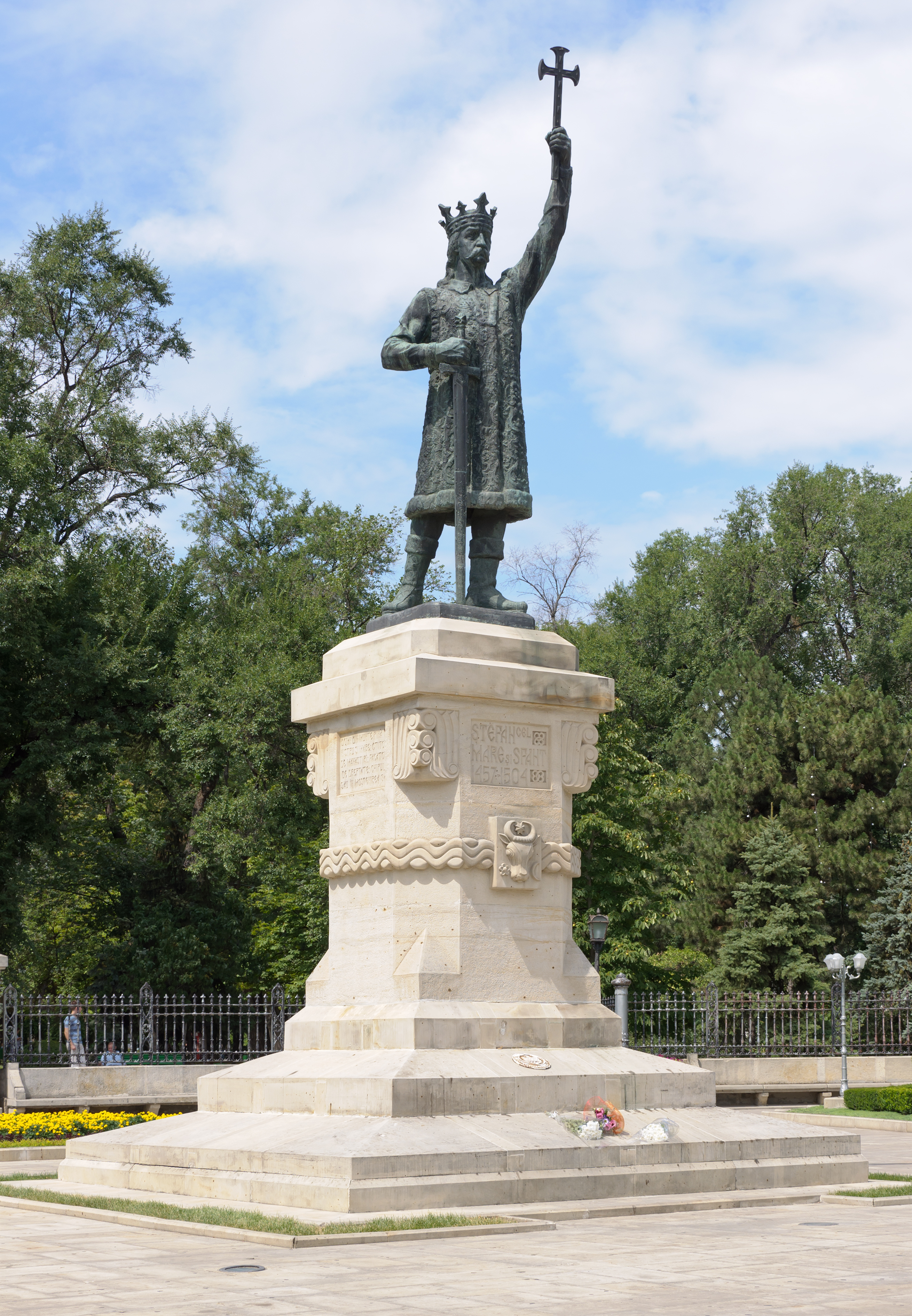
Monumentul lui Ștefan cel Mare din Chișinău

Monumentul lui Ștefan cel Mare din Chișinău este opera sculptorului Alexandru Plămădeală  (1888-1940) și a arhitectului Alexandru Bernardazzi. Monumentul a fost inaugurat în anul 1927 în Grădina Publică a orașului Chișinău.

## Monumentul lui Vasile Alecsandri

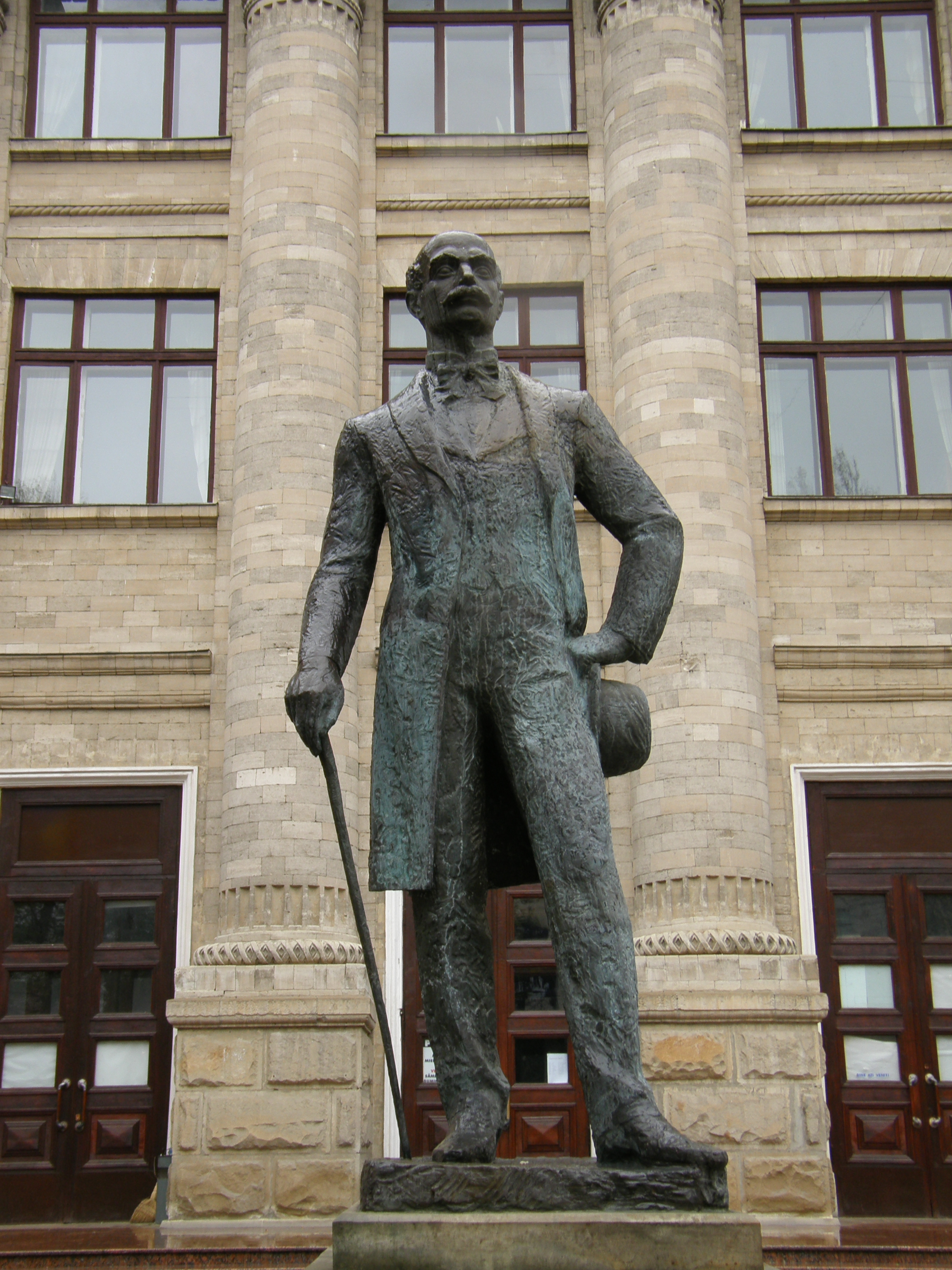
Statuia lui Vasile Alecsandri din fața Bibliotecii Naționale a Moldovei.

Monumentul este dedicat poetului și dramaturgului literaturii clasice române - Vasile Alecsandri. Statuia este turnata din bronz și se afla in fața Bibliotecii Naționale a Republicii Moldova.

## Monumentul lui Ion și Doina Aldea-Teodorovici
Monumentul este închinat luptătorilor pentru reînvierea valorile naționale și Artiștilor Emeriți a Republicii Moldova-Ion si Doina Aldea-Teodorovici.

## Monumentul lui Ion Creangă
Monumentul este dedicat pedagogului și scriitorului. Este instalată pe clădirea Universității Pedagogice din Chișinău.
(Sculptorul V. Cuznetov, arhitect - V. Cudinov.)

## Statuia Lupoaicei din Chișinău

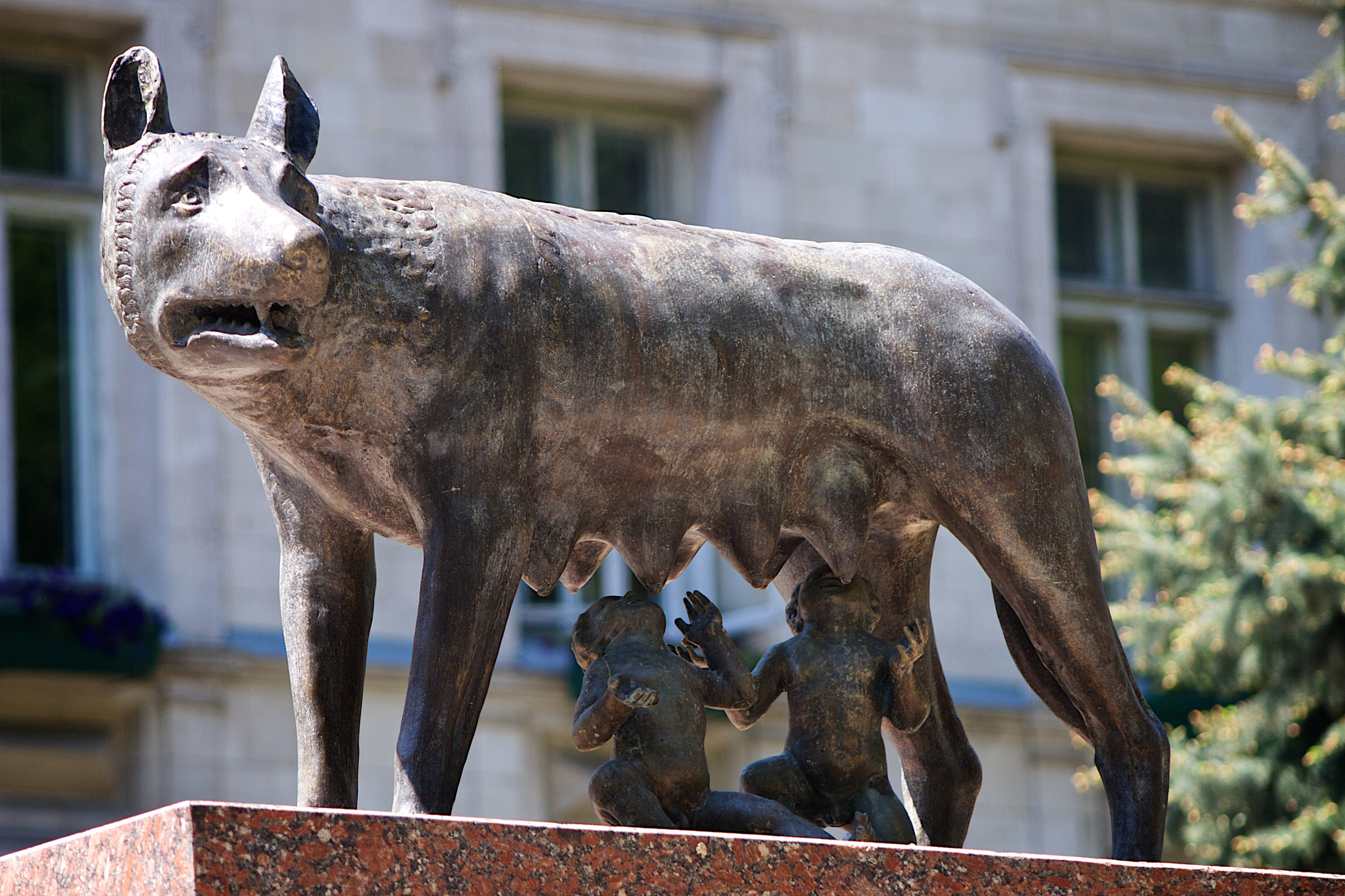
Statuia Lupoaicei din Chișinău

Statuia Lupoaicei (Lupa Capitolina) din Chișinău, a fost dăruită de municipalitatea orașului Roma în primii ani după unirea Basarabiei și Bucovinei cu România, respectiv în anul 1921 și a fost instalată in fața clădirii Sfatului Țării. În timpul ocupației sovietice a fost topită,fiind tratată ca simbol al imperialismului. După primii ani de independență a Republicii Moldova a fost instalată o copie în fața “Muzeului de Istorie a Republicii Moldova” din Chișinău, care, o dată cu venirea  la putere a Partidului Comunist din Moldova, a fost demontată. În anii 2009 a fost reinstalată o a doua copie odată cu venirea la putere a Alianței pentru Integrarea Europeană.

## Vila urbană a lui Nicolai Semigradov

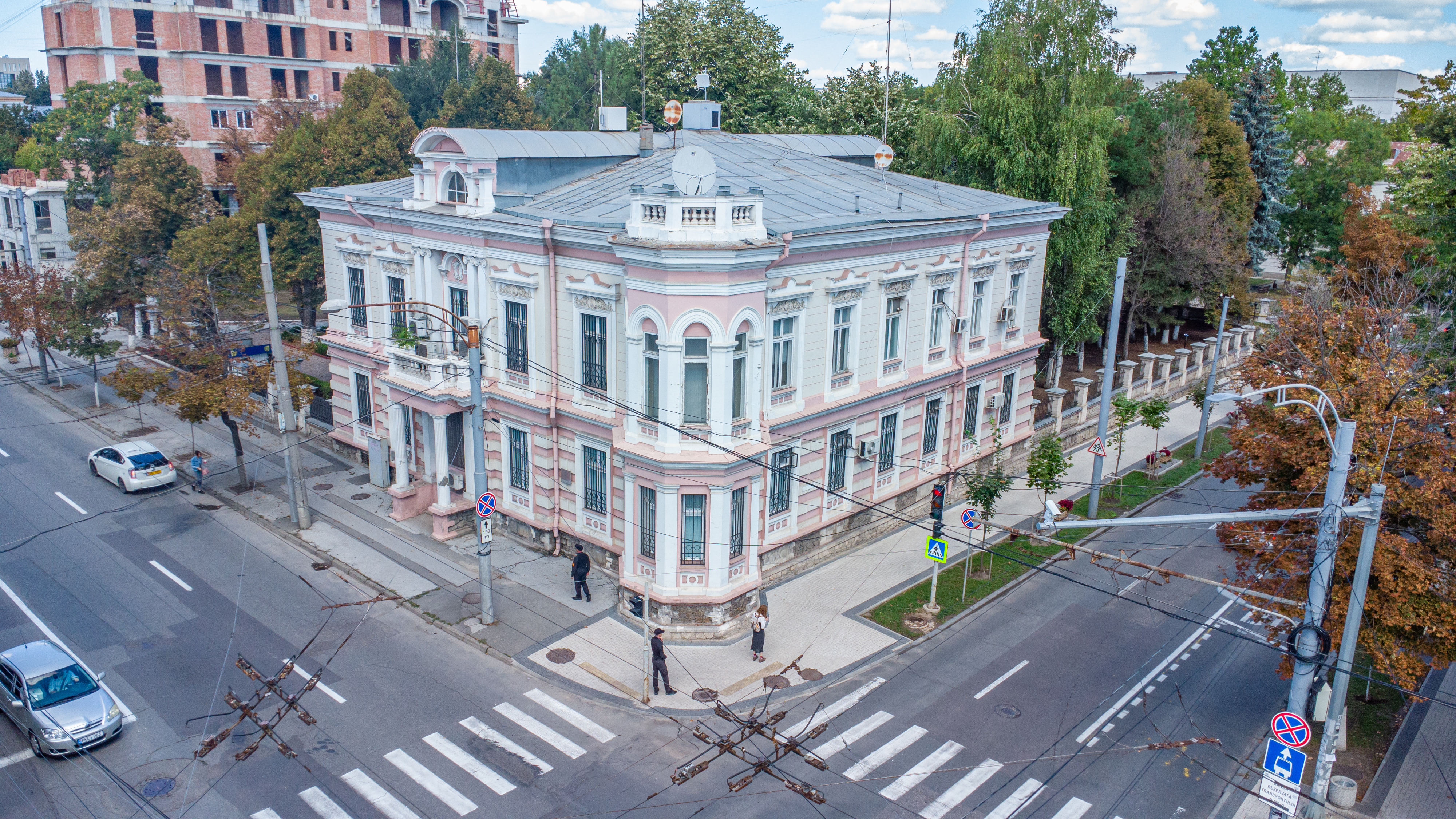
Vila urbană a lui Semigradov

Vila urbană a lui Nicolai Semigradov a fost construită între anii 1873 și 1875.

## Statuia lui Grigore Kotovski
Monument sovietic. 

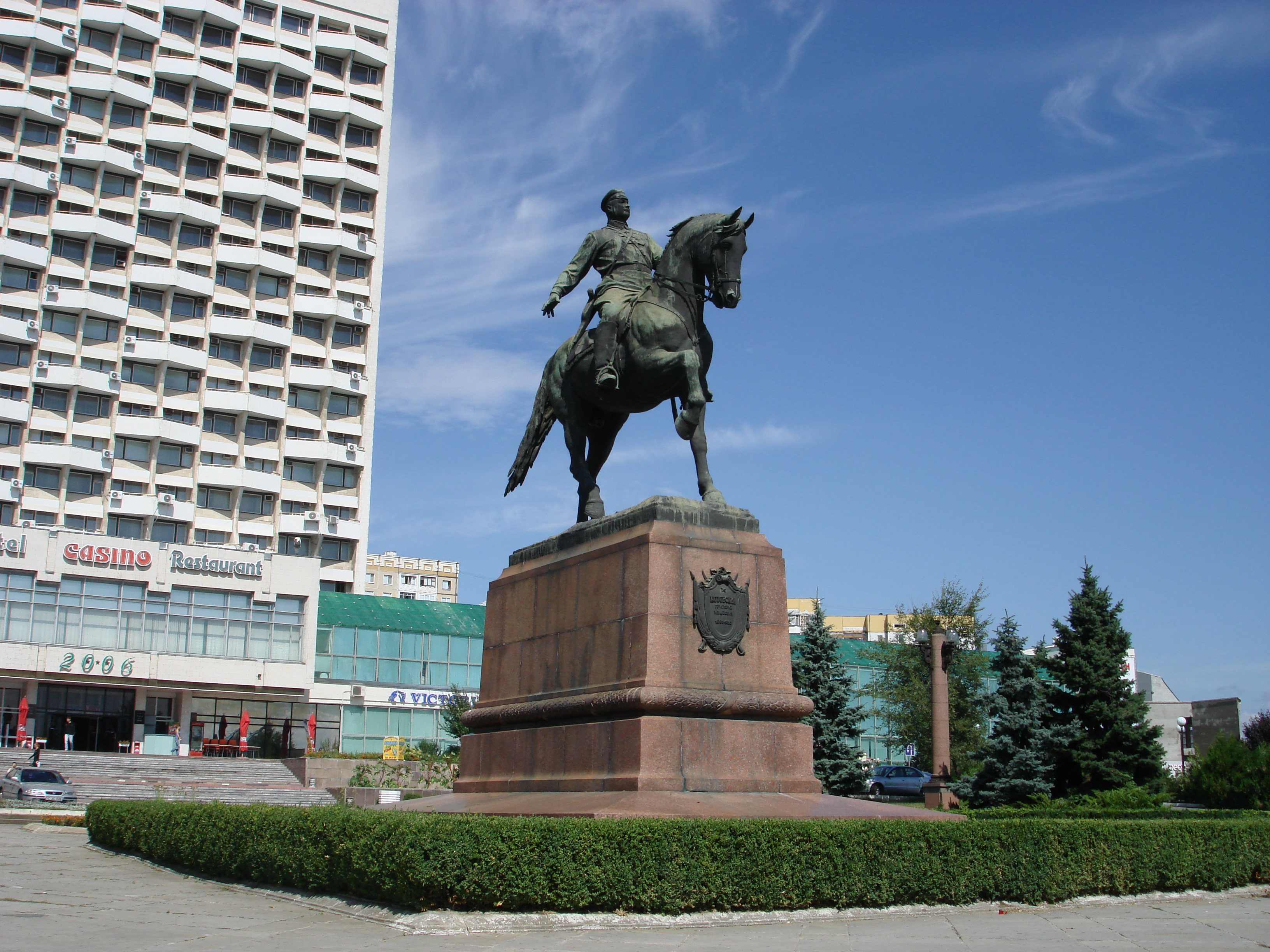
Statuia lui Grigore Kotovski din Chișinău.

Statuia lui Grigore Kotovski din Chișinău este prima statuie ecvestră din RSS Moldovenească din perioada sovietică. Monumentul este închinat eroului comunist al războiului civil din Rusia, Grigore Kotovski.
- Coordonate geografice: 47°0′48.60″N 28°51′18.20″E / 47.0135000°N 28.8550556°E

## Complexul Memorial Eternitate
Monument sovietic. 

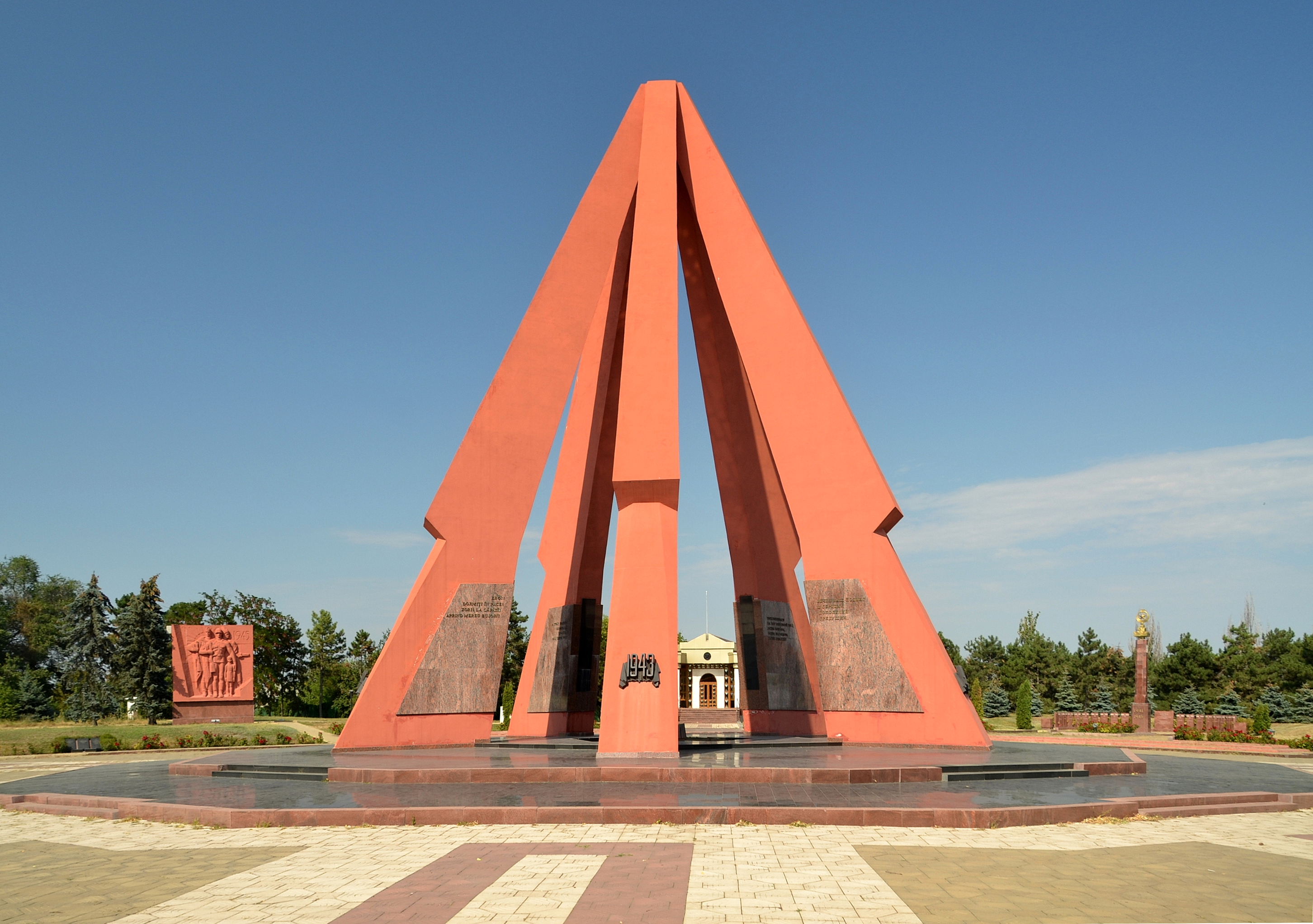
Complexul Eternitate

- Complexul Eternitate a fost ridicat pe 9 mai 1975.
- Coordonate geografice: 47°0′30.59″N 28°49′58.35″E / 47.0084972°N 28.8328750°E

## Luptătorul pentru puterea sovietică

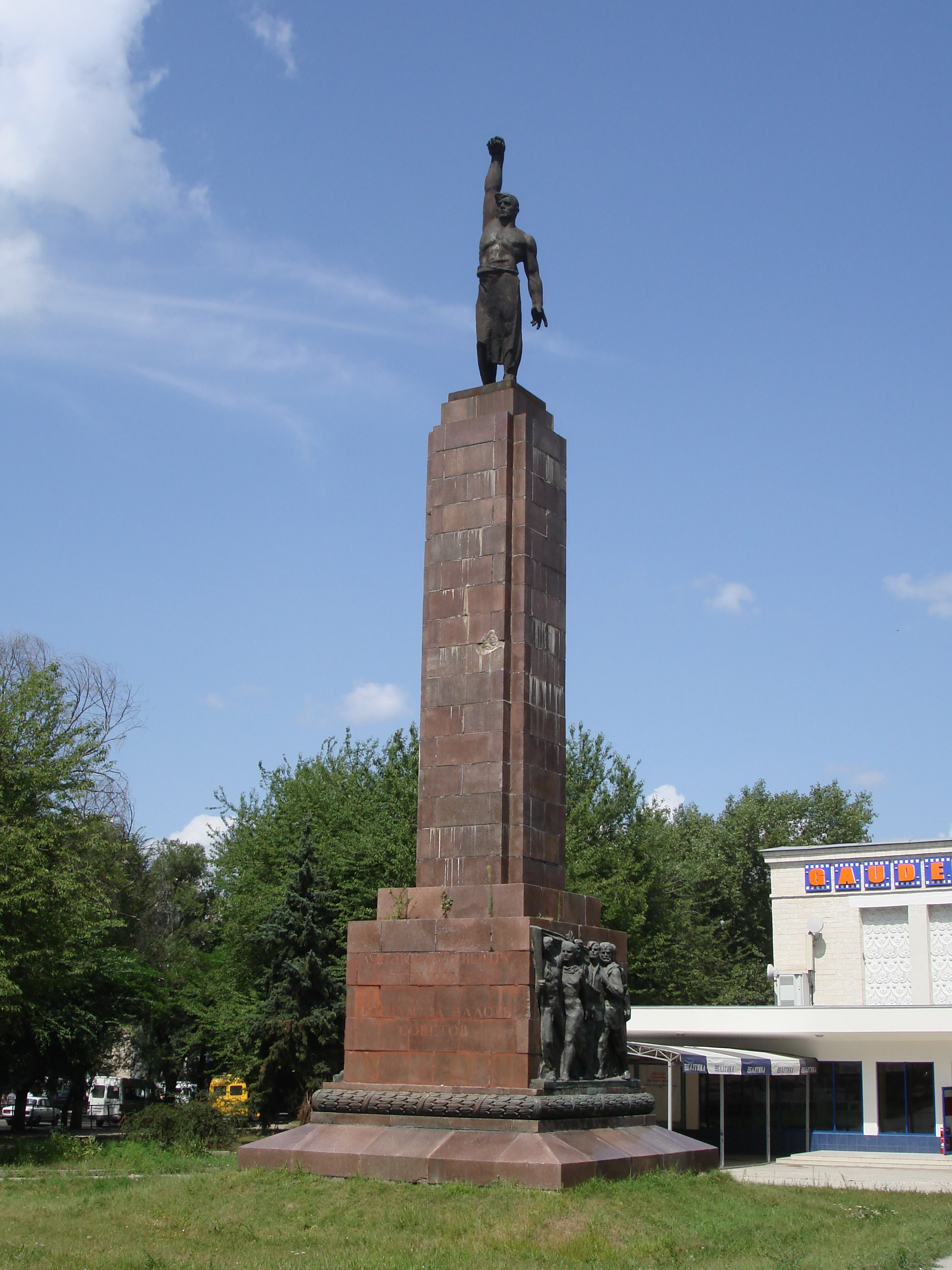
Luptătorul pentru puterea sovietică

- Luptătorul pentru puterea sovietică a fost instalat în 1966, în fața cinematografului Gaudeamus.

Monument sovietic. Autori: sculptorii A. Miko, I. Poniatowski, L. Fitov. 
- Coordonate geografice: 47°0′27.37″N 28°49′40.05″E / 47.0076028°N 28.8277917°E

## Monumentul lui MihailKalinin
- Monumentul lui Kalinin a fost ridicat în 1977, pe Calea Ieșilor de astăzi.

Monument sovietic.

## Monumentul lui Lenin
Monument sovietic. Monumentul a fost ridicat în 1946, demontat și mutat în 1991.